# Mesterházi Mónika
Mesterházi Mónika (Budapest, 1967. május 11. –) József Attila-díjas magyar költő, műfordító.

## Életpályája
Szülei: Dr. Mesterházi Márton (1941–2022) dramaturg és Pécsvári Ágnes. 1985–1990 között végzett az Eötvös Loránd Tudományegyetem Bölcsészettudományi Kar (ELTE BTK) magyar-angol szakán. 1990–1994 között a Toldy Ferenc Gimnáziumban tanított. 1994–1997 között az ELTE BTK ösztöndíjasa, 1997–1998 között az ELTE Radnóti Miklós Gyakorlóiskola oktatója volt. 1998–2002 között a szombathelyi Berzsenyi Dániel Főiskola csepeli kihelyezett tagozatán az angol irodalom szemináriumot vezette. 2002 júniusában a kortárs észak-ír költészettel foglalkozó dolgozatáért megkapta a PhD fokozatot. 2002 óta szabadúszó író, műfordító. 2002–2004 között a British Council megbízásából versfordító szemináriumot tartott. 2006–2013 között a Műfordítók Egyesületének elnökségi tagja, 2011–2013-ban elnökhelyettese volt.

## Munkássága
Rendszeresen fordít magyarra angol és ír irodalmi szövegeket, elsősorban verset. Részt vett Seamus Heaney magyar nyelvű válogatott verseinek szerkesztésében, tanulmányokat írt a kortárs magyar költészet alakjairól. Folyóiratokban rendszeresen publikál. Hosszabb-rövidebb tanulmányt-recenziót írt Géher Istvánról, Takács Zsuzsáról, Ferencz Győzőről, Imreh Andrásról, Szabó T. Annáról, Fodor Ákosról, Falcsik Mariról, Lázár Júliáról, József Attiláról, Petri Györgyről, Nemes Nagy Ágnesről, Szlukovényi Katalinról, Lator Lászlóról, Rába Györgyről és Székely Magdáról.

## Művei
- Visszafagyó táblák (versek, 1992)
- Hol nem volt (versek, 1995)
- Nem hittem volna (versek, 1999)
- Sors bona. Új és válogatott versek; Osiris, Bp., 2007
- Evidenciák. Esszék versekről és költőkről; Szépmesterségek Alapítvány, Miskolc, 2019 (Műút-könyvek)
- Nem félek; Magvető, Bp., 2021 (Időmérték)

## Díjai
- Zoltán Attila-díj (1994)
- Déry Tibor-díj (1996)
- Új Magyar Hangjáték Díj (1997)
- Soros-ösztöndíj (1999)
- Vas István-díj (2000)
- Wessely László-díj (2005)
- József Attila-díj (2007)
- Artisjus-díj (2008)
- Nizzai Kavics-díj (2010)
- NKA alkotói ösztöndíj (2011)
- Erzsébetvárosi irodalmi ösztöndíj (2020)
- A Szépíró-díj Géher István-díja[2] (2024)